# Vasilikó
Vasilikó (Vasiliko) är en ort i Grekland.   Den ligger i prefekturen Nomós Ioannínon och regionen Epirus, i den nordvästra delen av landet, 300 km nordväst om huvudstaden Aten. Vasilikó ligger 928 meter över havet och antalet invånare är 228.
Terrängen runt Vasilikó är huvudsakligen kuperad, men österut är den bergig. Vasilikó ligger uppe på en höjd. Runt Vasilikó är det mycket glesbefolkat, med 6 invånare per kvadratkilometer. Närmaste större samhälle är Kónitsa, 14,2 km öster om Vasilikó. Omgivningarna runt Vasilikó är en mosaik av jordbruksmark och naturlig växtlighet.